# Printre colinele verzi
Printre colinele verzi este un film românesc din 1971 regizat de Nicolae Breban pe baza romanului propriu Animale bolnave (1968). A participat la Festivalul Internațional de Film de la Cannes din 1971⁠(d). Rolurile principale au fost interpretate de actorii Dan Nuțu, Ion Caramitru, Mircea Albulescu.

## Distribuție
Distribuția filmului este alcătuită din:
- Lucia Boga — Domnișoara Holinger
- Mircea Albulescu — Arion
- Ion Dichiseanu — Voștinariu
- Mircea Cosma — Roșca
- Dan Mastacan — Dan Dobici
- Dinu Gherasim
- Constantin Vaeni
- Dan Nuțu — Paul Sucuturdean
- Emilia Dobrin — Irina
- Anca Pandrea
- Vasile Nițulescu — Miloia
- Gheorghe Șimonca
- Ion Besoiu — Racolțea
- Vasile Florescu
- Ion Anestin
- Ion Caramitru — Mateiaș
- Paul Lavric

## Primire
Filmul a fost vizionat de 629.926 de spectatori în cinematografele din România, după cum atestă o situație a numărului de spectatori înregistrat de filmele românești de la data premierei și până la data de 31 decembrie 2014 alcătuită de Centrul Național al Cinematografiei.